# Hacienda Luya
La Hacienda Luya fue una histórica hacienda ubicada en el centro poblado Luya, en el distrito de Tumán, en la región de Lambayeque, en el norte del Perú. Fue propiedad de José María Barragán Agüero. Sus hijos José Francisco Barragán Muro, Catalina Barragán Muro y Manuel Genaro de los Santos Barragán Urrutia fueron los herederos, posteriormente este último comprándole sus partes a los dos primeros. La hacienda estuvo dedicada mayormente al cultivo de caña de azúcar.

## Historia
En 1812, un inventario de la Hacienda Tumán registró que los pastos y montes de algarrobo de la Hacienda Luya se extendían sobre tierras de Lambayeque y Chiclayo. En ese momento, los propietarios de la hacienda, entre ellos Manuel Genaro de los Santos Barragán Urrutia, reclamaban derechos sobre terrenos en Ferreñafe y sobre parcelas específicas en Chiclayo conocidas como Carleche y Machancap. Estas tierras eran motivo de conflicto entre los colonos españoles y las comunidades indígenas, quienes sostenían derechos de propiedad mediante títulos reconocidos.
Durante el siglo XIX e inicios del siglo XX, la Hacienda Luya permaneció bajo la administración de la familia Barragán. Manuel Genaro de los Santos Barragán Urrutia, hijo de José María Barragán Agüero, fue el último propietario individual de la hacienda antes de su muerte en 1915. Además de sus actividades agrícolas, estuvo involucrado en la ejecución de obras hidráulicas en la región de Lambayeque, como la denominada «Tres Tomas», que posteriormente dio origen al nombre del distrito Manuel Antonio Mesones Muro en Ferreñafe.
Tras la muerte de Manuel Genaro Barragán, la propiedad pasó a sus herederos, quienes mantuvieron su administración hasta 1938, cuando fue vendida a Victoria viuda de Dall'Orso. A mediados del siglo XX, como parte de las políticas de Reforma Agraria implementadas en Perú, la Hacienda Luya fue expropiada y redistribuida. Este proceso marcó el fin de la presencia de los antiguos propietarios en las tierras de Luya, integrándolas a un nuevo esquema de propiedad colectiva.